# Mésencéphale
 (décembre 2023).
Si vous disposez d'ouvrages ou d'articles de référence ou si vous connaissez des sites web de qualité traitant du thème abordé ici, merci de compléter l'article en donnant les références utiles à sa vérifiabilité et en les liant à la section « Notes et références ».

Vue tridimensionnelle du mésencéphale (en rouge).

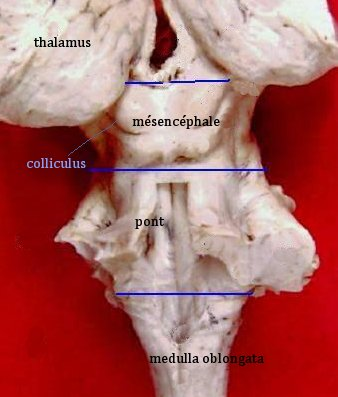
Vue dorsale (postérieure) du tronc cérébral,
colliculus supérieur et inférieur.

Développement embryonnaire de l'encéphale.

Le mésencéphale, ou cerveau moyen, est, chez les chordés, une région du tronc cérébral reliée au cerveau, située entre le pont de Varole (ou protubérance) en bas et le diencéphale en haut. Il comprend, de l’avant vers l'arrière :
- les pédoncules cérébraux ou pes pedunculi ou crus cerebri (droite et gauche) ;
- le tegmentum mesencephali ;
- le tectum mesencephali ;

La crus cerebri et la substantia nigra constituent les pédoncules cérébraux.

## Embryologie
Le mésencéphale dérive de la vésicule encéphalique intermédiaire, reliant les vésicules antérieure (à l'origine du prosencéphale ou cerveau antérieur) et postérieure (à l'origine du rhombencéphale ou cerveau postérieur).
|                | Divisions embryologiques | Divisions embryologiques | Divisions embryologiques | Divisions anatomiques  | Divisions anatomiques |
| Encéphale      | Prosencéphale            | Télencéphale             | Télencéphale             | Télencéphale           | Cerveau antérieur     |
| Encéphale      | Prosencéphale            | Diencéphale              |                          |                        | Cerveau antérieur     |
| Encéphale      | Mésencéphale             | Mésencéphale             | Mésencéphale             | Mésencéphale           | Tronc cérébral        |
| Encéphale      | Rhombencéphale           | Métencéphale             | Protubérance annulaire   | Protubérance annulaire | Tronc cérébral        |
| Encéphale      | Rhombencéphale           | Métencéphale             | Cervelet                 | Cervelet               | Cervelet              |
| Encéphale      | Rhombencéphale           | Myélencéphale            | Moelle allongée          | Moelle allongée        | Tronc cérébral        |
| Moelle spinale | Moelle spinale           | Moelle spinale           | Moelle spinale           | Moelle spinale         | Moelle spinale        |

## Anatomie

### Crus cerebri
La crus cerebri (ou pied du mésencéphale) renferme des faisceaux cortico-pontiques, cortico-nucléaires et cortico-spinaux (faisceau pyramidal), et se trouvent séparés en arrière du tegmentum par la substantia nigra. Celle-ci est divisée en pars reticulata ventrale contenant des petits neurones gabaergiques se projetant sur le colliculus supérieur et en pars compacta dorsale, contenant de grands neurones dopaminergiques se projetant sur les ganglions de la base.

### Tegmentum mesencephali
Le tegmentum contient :
- l'aqueduc de Sylvius (aqueduc du mésencéphale, en terminologie internationale) qui relie les troisième et quatrième ventricules, entouré de ;
- la substance grise périaqueducale (SGPA, en. PAG) qui contient des agrégats de neurones produisant de la sérotonine, de l'enképhaline, de l'endorphine, ou d'autres neuropeptides, jouant un rôle important dans le traitement des informations nociceptives ;
- l'aire tegmentale ventrale de Tsai ;
- les noyaux rouges parvo- et magno-cellulaires, intervenant dans les systèmes de rétrocontrôle positif et négatif de la motricité ;
- les noyaux cunéiformes et subcunéiformes de la formation réticulée ;
- le raphé médian mésencéphalique ;
- les noyaux oculomoteurs des 3e et 4e paires crâniennes, les noyaux du tractus optiques accessoires ;
- l'aire prétectale, ainsi que ;
- des faisceaux parmi lesquels les faisceaux :
  - lemniscal latéral et médian, spino-thalamique, tegmental central et longitudinal supérieur, habénulo-interpédonculaire, et le pédoncule cérébelleux supérieur.

### Tectum mésencéphalique
Le tectum (toit) est formé des deux colliculi supérieurs et des deux colliculi inférieurs formant la lame quadrijumelle.
| Avant = ventral / Arrière = dorsal (faire un demi tour à la figure) | Avant = ventral / Arrière = Dorsal (faire un demi tour à la figure) |
| Mésencéphale, coupe au niveau de la jonction pontomésencéphalique   | Mésencéphale, coupe axiale au niveau du colliculus supérieur        |

## Vascularisation
Le mésencéphale est vascularisé par l'artère cérébrale postérieure, l'artère cérébelleuse supérieure et l'artère basilaire.

## Fonctions
Le mésencéphale régit des fonctions élémentaires comme l'attention, l'habituation, le sommeil, le réveil, l'élimination et les mouvements de la tête et du cou.

### Vésicules de l'encéphale
1. Télencéphale
2. Diencéphale
3. Métencéphale
4. Myélencéphale